# R.E.M. Live
R.E.M. Live er et livealbum af det amerikanske alternative rockband R.E.M. udgivet i 2007. Det blev optaget til en koncert i Point Theatre, Dublin, Irland d. 25.-26. februar 2005. Koncerten var en del af deres Around the World Tour, i forbindelse med udgivelsen af deres 13. studiealbum Around the Sun.

## Spor
Alle sange er skrevet af Peter Buck, Mike Mills og Michael Stipe, hvis der ikke står andet.
1. "I Took Your Name" (oprindeligt fra Monster) – 4:08
2. "So Fast, So Numb" (oprindeligt fra New Adventures in Hi-Fi) – 4:40
3. "Boy in the Well" (oprindeligt fra Around the Sun) – 5:16
4. "Cuyahoga" (oprindeligt fra Lifes Rich Pageant) – 4:25
5. "Everybody Hurts" (oprindeligt fra Automatic for the People) – 6:49
6. "Electron Blue" (oprindeligt fra Around the Sun) – 4:13
7. "Bad Day" (oprindeligt fra In Time - The Best of R.E.M. 1988-2003) – 4:26
8. "The Ascent of Man" (oprindeligt fra Around the Sun) – 4:12
9. "The Great Beyond" (oprindeligt fra Man on the Moon Soundtrack) – 4:49
10. "Leaving New York" (oprindeligt fra Around the Sun) – 4:48
11. "Orange Crush" (oprindeligt fra Green) – 4:27
12. "I Wanted to Be Wrong" (oprindeligt fra Around the Sun) – 5:02
13. "Final Straw" (oprindeligt fra Around the Sun) – 4:10
14. "Imitation of Life" (oprindeligt fra Reveal) – 3:53
15. "The One I Love" (oprindeligt fra Document) – 3:27
16. "Walk Unafraid" (oprindeligt fra Up) – 5:02
17. "Losing My Religion" (oprindeligt fra Out of Time) – 4:53

### CD 2
1. "What's the Frequency, Kenneth?" (oprindeligt fra Monster) – 4:06
2. "Drive" (oprindeligt fra Automatic for the People) – 5:41
3. "(Don't Go Back To) Rockville" (oprindeligt fra Reckoning) – 4:39
4. "I'm Gonna DJ" (senere udgivet på Accelerate) – 2:27
5. "Man on the Moon" (oprindeligt fra Automatic for the People) – 6:46